# 1978 في الولايات المتحدة
فيما يلي قوائم الأحداث التي وقعت خلال عام 1978 في الولايات المتحدة.

## أحداث
- 28 ديسمبر – الخطوط الجوية المتحدة الرحلة 173
- 8 مايو – الخطوط الجوية الوطنية الرحلة 193
- 25 سبتمبر – خطوط بي أس ايه الجوية الرحلة 182

## سياسة

### تعيين في المنصب
- 1 يناير – إد كوخ عمدة مدينة نيويورك.
- 1 يناير – نيك سميث عضو مجلس نواب ميشيغان  [لغات أخرى]‏.
- 1 يناير – واين هايز عضو مجلس نواب أوهايو.
- 14 يناير – تشاك روب نائب حاكم فرجينيا [الإنجليزية]‏.
- 22 يناير – بول ج هاتفيلد عضو مجلس الشيوخ الأمريكي.
- 23 فبراير – وليام هيدجكوك وبستر رئيس مكتب التحقيقات الفيدرالي.
- 4 مارس – بروس بابيت حاكم ولاية أريزونا  [لغات أخرى]‏.
- 15 ديسمبر – ماكس بوكس عضو مجلس الشيوخ الأمريكي.

### انتهاء فترة المنصب
- 1 يناير – بوب غراهام عضو مجلس ولاية فلوريدا.
- 1 يناير – بيل نيلسون عضو مجلس نواب فلوريدا.
- 1 يناير – توماس كين عضو جمعية نيوجيرسي العامة.
- 1 يناير – جيري سبرينغر عمدة سينسيناتي، أوهايو.
- 1 يناير – ماكس بوكس عضو مجلس النواب الأمريكي.
- 1 يناير – نيل أبركرومبي عضو مجلس النواب في هاواي.
- 13 يناير – هيوبرت همفري عضو مجلس الشيوخ الأمريكي.
- 4 مارس – ويسلي بولين حاكم ولاية أريزونا  [لغات أخرى]‏.
- 18 نوفمبر – ليو رايان عضو مجلس النواب الأمريكي.
- 14 ديسمبر – بول ج هاتفيلد عضو مجلس الشيوخ الأمريكي.
- 31 ديسمبر – ماريو كومو Secretary of State of New York [الإنجليزية]‏.

## رياضة
- 1 يناير – أمريكا المفتوحة 1978
- 1 أكتوبر – جائزة الولايات المتحدة الكبرى 1978 الفائز كارلوس ريوتيمان.

## ظهور
- 1 يناير – جلام ميتال
- 1 يناير – روك بديل نوع موسيقى.
- 1 يناير – سافاتاج
- 1 يناير – غوثك روك
- 1 يناير – فاكتست لنظم البحوث
- 1 يناير – هيب هوب

## أفلام
من الأفلام التي صدرت هذه السنة في الولايات المتحدة:
- 1 يناير – أنا أبصق على قبرك من إخراج Meir Zarchi [الإنجليزية]‏.
- 1 يناير – أنا أريد أن أمسك بيدك من إخراج روبرت زيميكس.
- 1 يناير – الأولاد من البرازيل من إخراج فرانكلين شافنر.
- 1 يناير – العودة للديار من إخراج هال آشبي.
- 1 يناير – امرأة غير متزوجة من إخراج Paul Mazursky [الإنجليزية]‏.
- 1 يناير – جناح كاليفورنيا من إخراج هربرت روس.
- 1 يناير – حمدا لله - إنه الجمعة من إخراج Robert Klane [الإنجليزية]‏.
- 1 يناير – ديبي تعاشر دالاس من إخراج جيم كلارك (مونتير).
- 1 يناير – صائد الغزلان من إخراج مايكل تشيمينو.
- 1 يناير – طفلة جميلة من إخراج لويس مال.
- 1 يناير – قصة بدي هولي من إخراج Steve Rash [الإنجليزية]‏.
- 1 يناير – لعبة الموت من إخراج بروس لي، روبرت كلاوس.
- 1 يناير – وجوه الموت
- 18 مايو – قطار منتصف الليل من إخراج آلان باركر.
- 25 مايو – حرب النجوم من إخراج جورج لوكاس.
- 13 يونيو – غريس من إخراج راندال كليسر.
- 16 يونيو – الفك المفترس 2 من إخراج جينوت سزوارك.
- 28 يونيو – السماء بإمكانها الانتظار من إخراج باك هنري، وارن بيتي.
- 13 سبتمبر – أيام الجنة من إخراج تيرينس ماليك.
- 25 أكتوبر – هالوين من إخراج جون كاربنتر.
- 16 نوفمبر – لقاءات قريبة من النوع الثالث من إخراج ستيفن سبيلبرغ، ليزلي والر.
- 21 نوفمبر – روكي من إخراج جون أفليدسن.
- 10 ديسمبر – سوبرمان من إخراج ريشارد دونر.
- 16 ديسمبر – حمى ليلة السبت من إخراج جون بادهام.
- 17 ديسمبر – ميلاد نجم من إخراج Frank Pierson [الإنجليزية]‏.

## برامج ومسلسلات وأنمي
- عالم آخر
- الرجل الأخضر الخارق
- ون داي آت أتايم
- كولمبو
- ديفرنت ستروكس
- ذا جيفرسونز
- مسلسل ملائكة تشارلي
- مودي
- حي السيد روجرز
- أز ذا وورلد تيرنز
- أيام سعيدة
- دالاس
- بيت صغير على المرج
- هاواي فايف أو
- أليس
- ثريز كومباني
- غايدنغ لايت
- المضحكون

## كتب
من الكتب التي صدرت هذه السنة في الولايات المتحدة:
- 1 يناير – الاستشراق من تأليف إدوارد سعيد.
- 1 يناير – الخالدون المئة من تأليف مايكل هارت.
- 1 يناير – الموقف من تأليف ستيفن كينغ.
- 1 يناير – لغة البرمجة سي من تأليف دينيس ريتشي.
- 1 فبراير – الآن وللأبد من تأليف دانيال ستيل.

## مواليد

### يناير
- 1 يناير – أمبير نيومان ممثلة أمريكية.
- 1 يناير – أنيتا ديكر بريكنريدج سياسية من الولايات المتحدة الأمريكية.
- 1 يناير – إهرين واتادا ضابط من الولايات المتحدة الأمريكية.
- 1 يناير – رندا جرار كاتب أمريكي.
- 1 يناير – شون سميث
- 1 يناير – كريم سلامة موسيقي أمريكي.
- 4 يناير – فريد هاوس لاعب كرة سلة أمريكي.
- 5 يناير – أمريكا أوليفو
- 5 يناير – جانيوري جونز ممثلة أمريكية.
- 5 يناير – سابرينا هارمان جندية من الولايات المتحدة الأمريكية.
- 9 يناير – أي جي مكلين
- 10 يناير – تامينا مصارعة محترفة من الولايات المتحدة الأمريكية.
- 13 يناير – مايك بيجس
- 13 يناير – نيت سيلفر
- 14 يناير – شون كراوفورد عداء سرعة من الولايات المتحدة الأمريكية.
- 15 يناير – إدي كيهيل
- 17 يناير – برايان جونز لاعب كرة سلة من الولايات المتحدة الأمريكية.
- 17 يناير – ميلين تو لاعبة كرة مضرب أمريكية.
- 19 يناير – برنارد ويليامز
- 20 يناير – كلايتون ستانلي
- 21 يناير – مايك تشابيل لاعب كرة سلة أمريكي.
- 22 يناير – ترفيس ويليامز لاعب كرة سلة أمريكي.
- 24 يناير – كريستين شال
- 26 يناير – كورينا موراريو لاعبة كرة مضرب من الولايات المتحدة.

### فبراير
- 1 فبراير – كين جونسون لاعب كرة سلة أمريكي.
- 7 فبراير – أشتون كوتشر
- 7 فبراير – ميلت بالاسيو لاعب كرة سلة بليزي.
- 10 فبراير – دون عمر
- 11 فبراير – ليماري نادال
- 12 فبراير – أيه جاي غايتن لاعب كرة سلة أمريكي.
- 14 فبراير – داناي غورورا
- 14 فبراير – ريتشارد هاميلتون لاعب كرة سلة أمريكي.
- 16 فبراير – إميلي هاربر ممثلة أمريكية.
- 17 فبراير – أشتون هولمز ممثل أمريكي.
- 18 فبراير – ماركوس فيسون
- 20 فبراير – تشيلسي بيريتي
- 20 فبراير – جاي هيرنانديز
- 20 فبراير – كوري سبينكس ملاكم من الولايات المتحدة الأمريكية.
- 20 فبراير – لورين أمبروز ممثلة أمريكية.
- 21 فبراير – إريك باركلي
- 21 فبراير – نيكول باركر
- 22 فبراير – بيت ميكيل لاعب كرة سلة من الولايات المتحدة الأمريكية.
- 22 فبراير – ديموند مالت لاعب كرة سلة أمريكي.
- 24 فبراير – كوري بنيامين لاعب كرة سلة أمريكي.
- 25 فبراير – جيني ماو لاعبة كرة سلة من الولايات المتحدة الأمريكية.
- 26 فبراير – لافور بوستيل لاعب كرة سلة أمريكي.
- 28 فبراير – جمال تينسلي لاعب كرة سلة أمريكي.
- 28 فبراير – جيفري أريند ممثل أمريكي.

### مارس
- 1 مارس – أليسيا لي ويليس ممثلة أمريكية.
- 1 مارس – براندون كابلاي لاعب كرة سلة فلبيني.
- 1 مارس – جنسن آكلز ممثل ومخرج أمريكي.
- 3 مارس – آرتي مان ممثلة أمريكية.
- 3 مارس – كيفن فريمان لاعب كرة سلة أرجنتيني.
- 4 مارس – جيسون ليهولير ملاكم من الولايات المتحدة الأمريكية.
- 6 مارس – نايت والكوت موسيقي أمريكي.
- 7 مارس – كاتي جولد ممثلة إباحية أمريكية.
- 10 مارس – ديف فيرجيرسون لاعب كرة سلة أمريكي.
- 13 مارس – توم دانيلسون درّاج طريق من الولايات المتحدة الأمريكية.
- 16 مارس – بروك بيرنز
- 17 مارس – باتريك سايتز ممثل أمريكي.
- 18 مارس – أنطونيو مارجريتو ملاكم مكسيكي.
- 18 مارس – برين سكالابريني لاعب كرة سلة أمريكي.
- 22 مارس – بنجامين ناثانييل سميث
- 23 مارس – نيكول توم ممثلة أمريكية.
- 24 مارس – أمير أريسون ممثل أمريكي.
- 26 مارس – مايك كينغ
- 27 مارس – أدريان كروز
- 28 مارس – أنتوني هانشاو ملاكم من الولايات المتحدة الأمريكية.

### أبريل
- 1 أبريل – إيتان توماس لاعب كرة سلة أمريكي.
- 2 أبريل – خايمي نيومان ممثلة أمريكية.
- 2 أبريل – نك بيرغ رائد أعمال من الولايات المتحدة الأمريكية.
- 3 أبريل – جاكواي وولز لاعب كرة سلة أمريكي.
- 5 أبريل – ستيفن جاكسون لاعب كرة سلة أمريكي.
- 7 أبريل – ليليا أوسترلوه لاعبة كرة مضرب من الولايات المتحدة.
- 13 أبريل – كايل هوارد ممثل أمريكي.
- 15 أبريل – أوستن أرييس مصارع محترف أمريكي.
- 15 أبريل – ترافيس هانسن
- 15 أبريل – كريس ستابليتون مغني ومؤلف من الولايات المتحدة الأمريكية.
- 15 أبريل – لويس فونسي
- 19 أبريل – جيمس فرانكو
- 20 أبريل – جيني ريد درّاجة طريق من الولايات المتحدة الأمريكية.
- 20 أبريل – كلاين كروفورد ممثل أمريكي.
- 22 أبريل – ايزكيل جاكسون مصارع محترف غياني.
- 22 أبريل – تاميشا جاكسون لاعبة كرة سلة من الولايات المتحدة الأمريكية.
- 22 أبريل – دي جي دراما
- 29 أبريل – بوب براين لاعب كرة مضرب أمريكي.
- 29 أبريل – جيسون هارت لاعب كرة سلة أمريكي.
- 29 أبريل – سام جونز
- 29 أبريل – مايك براين لاعب كرة مضرب أمريكي.

### مايو
- 1 مايو – جون لينهان لاعب كرة سلة أمريكي.
- 1 مايو – جيمس ديل ممثل أمريكي.
- 1 مايو – مايكل رسل لاعب كرة مضرب أمريكي.
- 2 مايو – ميلفين إيلي لاعب كرة سلة أمريكي.
- 5 مايو – رشاد فيليبس لاعب كرة سلة من الولايات المتحدة الأمريكية.
- 7 مايو – جيمس كارتر واثب حواجز من الولايات المتحدة الأمريكية.
- 7 مايو – شون ماريون لاعب كرة سلة أمريكي.
- 8 مايو – سبيدي كلاكستون لاعب كرة سلة أمريكي.
- 9 مايو – دانيال فرانزيس ممثل أمريكي.
- 9 مايو – كريس بورتر لاعب كرة سلة أمريكي.
- 10 مايو – كوري إنجلش ممثلة أمريكية.
- 10 مايو – كينان تومبسون ممثل أمريكي.
- 11 مايو – ريتشارد سبنسر سياسي أمريكي.
- 12 مايو – جيسون بيغز ممثل أمريكي.
- 13 مايو – صلاح معمار
- 13 مايو – مايك بيبي لاعب كرة سلة من الولايات المتحدة الأمريكية.
- 14 مايو – إيدي هاوس لاعب كرة سلة أمريكي.
- 17 مايو – ليزا برينان جوبز
- 20 مايو – مايك فلاناغان
- 22 مايو – جينيفر غودين ممثلة أمريكية.
- 23 مايو – كارولين موس لاعبة كرة سلة أمريكية.
- 24 مايو – برايان غرينبرغ
- 24 مايو – بريان تشينغ لاعب كرة قدم أمريكي.
- 26 مايو – تانغ هاميلتون لاعب كرة سلة أمريكي.
- 27 مايو – هوغو أرماندو لاعب كرة مضرب أمريكي.
- 28 مايو – جيك جونسون ممثل أمريكي.

### يونيو
- 2 يونيو – جاستين لونغ ممثل أمريكي.
- 2 يونيو – نيكي كوكس
- 4 يونيو – روبن لورد تايلور ممثل أمريكي.
- 5 يونيو – نيك كرول
- 6 يونيو – مارلا برومفيلد لاعبة كرة سلة أمريكية.
- 7 يونيو – بيل هادر
- 8 يونيو – ماريا مينونوس
- 9 يونيو – شاندي فينيسي
- 9 يونيو – هايدن شلوسبيرغ كاتب سيناريو أمريكي.
- 9 يونيو – هيثر ميتس لاعبة كرة قدم أمريكية.
- 10 يونيو – دي جاي قولس
- 10 يونيو – شين ويست ممثل أمريكي.
- 12 يونيو – إيرون ماكسي لاعب كرة سلة أمريكي.
- 12 يونيو – بريان لينش لاعب كرة سلة من الولايات المتحدة.
- 13 يونيو – إيثان إمبري ممثل أمريكي.
- 14 يونيو – ديابلو كودي
- 14 يونيو – ذا-دريم
- 15 يونيو – غرايدون أوليفر لاعب كرة مضرب من الولايات المتحدة.
- 16 يونيو – جاي موريارتي متركمج من الولايات المتحدة الأمريكية.
- 18 يونيو – تارا بلات ممثلة من الولايات المتحدة الأمريكية.
- 19 يونيو – إدي روبنسون لاعب كرة قدم من الولايات المتحدة الأمريكية.
- 19 يونيو – زوي سالدانا ممثلة أمريكية.
- 20 يونيو – ليندا ارسينيو ممثلة من الولايات المتحدة الأمريكية.
- 20 يونيو – مايك بيربيغليا
- 21 يونيو – لورين وودز لاعب كرة سلة أمريكي.
- 26 يونيو – غريس دالي لاعبة كرة سلة من الولايات المتحدة الأمريكية.
- 27 يونيو – مالك ألن لاعب كرة سلة من الولايات المتحدة الأمريكية.
- 29 يونيو – نيكول شيرزينغر نيكول شيرزينغر من أفضل المغنيات التي اتمني مشاهدتها ليلا نهارا .ذات استعراض رائع واغاني جميلة.

### يوليو
- 1 يوليو – إدوينا براون لاعبة كرة سلة من الولايات المتحدة الأمريكية.
- 1 يوليو – ريا دورام عارضة من الولايات المتحدة الأمريكية.
- 1 يوليو – كاتالينا ممثلة إباحية أمريكية.
- 3 يوليو – أليكس سكيلز لاعب كرة سلة أمريكي.
- 3 يوليو – إيان أنتوني ديل ممثل أمريكي.
- 3 يوليو – بول ماكفرسون لاعب كرة سلة أمريكي.
- 4 يوليو – أندريا غابرييل ممثلة أمريكية.
- 4 يوليو – بيكي نيوتن
- 5 يوليو – كيفن جاكسون لاعب كرة قدم من الولايات المتحدة الأمريكية.
- 6 يوليو – آدم بوش
- 7 يوليو – كريس أندرسن لاعب كرة سلة أمريكي.
- 9 يوليو – كايل ديفيس ممثل أمريكي.
- 11 يوليو – جينيفر إنغلاند ممثلة أمريكية.
- 12 يوليو – توفر غريس ممثل أمريكي.
- 12 يوليو – ميشيل رودريغز
- 17 يوليو – مايك نوكس مصارع محترف من الولايات المتحدة الأمريكية.
- 20 يوليو – ويل سولومون لاعب كرة سلة أمريكي.
- 21 يوليو – جوستين بارثا ممثل أمريكي.
- 21 يوليو – جوش هارتنت
- 21 يوليو – كانيل ديكنز لاعب كرة سلة أمريكي.
- 22 يوليو – إيشي سميث ملاكم من الولايات المتحدة الأمريكية.
- 26 يوليو – كيفن كيم لاعب كرة مضرب من الولايات المتحدة.
- 31 يوليو – كاري رودريغيس مغنية أمريكية.

### أغسطس
- 3 أغسطس – تومي ديوي ممثل أمريكي.
- 4 أغسطس – ساتوشي هينو مؤدّي صوت ياباني.
- 5 أغسطس – بريان بريسي لاعب كرة سلة أمريكي.
- 6 أغسطس – ماريسا ميلر
- 8 أغسطس – كونتيسة فون
- 10 أغسطس – ليو فيتزباتريك ممثل أمريكي.
- 10 أغسطس – ماركوس فيزر لاعب كرة سلة أمريكي.
- 11 أغسطس – جيرمين تايلور ملاكم من الولايات المتحدة الأمريكية.
- 11 أغسطس – راستي ريتشارت لاعب كرة سلة أسترالي.
- 15 أغسطس – كيري والش لاعبة كرة طائرة شاطئية من الولايات المتحدة الأمريكية.
- 16 أغسطس – إدي جيل لاعب كرة سلة أمريكي.
- 16 أغسطس – جوش كاسوبون ممثل أمريكي.
- 18 أغسطس – أندي سامبيرج
- 20 أغسطس – مالكولم تان ملاكم من الولايات المتحدة الأمريكية.
- 20 أغسطس – نواه بين ممثل أمريكي.
- 23 أغسطس – كوبي براينت لاعب كرة سلة أمريكي.
- 26 أغسطس – أماندا شول
- 28 أغسطس – سارة شنيب
- 28 أغسطس – كيلي أوفرتون
- 29 أغسطس – هيلين دارلينغ لاعبة كرة سلة أمريكية.
- 31 أغسطس – مايك إروين ممثل أمريكي.

### سبتمبر
- 1 سبتمبر – آدم يحيى غدن مجرم من الولايات المتحدة الأمريكية.
- 3 سبتمبر – نيك ويشلير ممثل أمريكي.
- 4 سبتمبر – لامونت بارنز لاعب كرة سلة من الولايات المتحدة.
- 4 سبتمبر – ويس بنتلي ممثل أمريكي.
- 6 سبتمبر – غريغ لويس لاعب كرة سلة أمريكي.
- 6 سبتمبر – كوكو ميلر لاعبة كرة سلة أمريكية.
- 6 سبتمبر – كيلي ميلر لاعبة كرة سلة من الولايات المتحدة الأمريكية.
- 9 سبتمبر – رود براون لاعب كرة سلة أمريكي.
- 9 سبتمبر – شين باتير لاعب كرة سلة أمريكي.
- 12 سبتمبر – بنيامين ماكنزي
- 13 سبتمبر – سويز بيتز
- 16 سبتمبر – دان ديكو لاعب كرة سلة أمريكي.
- 18 سبتمبر – كيندرا لوست ممثلة إباحية أمريكية.
- 20 سبتمبر – تشارلي ويبر ممثل أمريكي.
- 20 سبتمبر – هيكتور كاماتشو جونيور ملاكم من الولايات المتحدة الأمريكية.
- 21 سبتمبر – ألين لوتن مغنية جمايكية.
- 21 سبتمبر – جوش طومسون فنان قتال مختلط من الولايات المتحدة الأمريكية.
- 22 سبتمبر – دانييلا ألونسو
- 23 سبتمبر – انتوني ماكي ممثل أمريكي.
- 28 سبتمبر – بيتر كامبر ممثل أمريكي.
- 30 سبتمبر – كانديس ميشيل

### أكتوبر
- 1 أكتوبر – كاتي أسيلتون
- 1 أكتوبر – نيكول آتكينز
- 3 أكتوبر – شانين سوسامان
- 4 أكتوبر – تيليشا شو
- 4 أكتوبر – دانا ديفيس ممثلة أمريكية.
- 4 أكتوبر – فيليب غلاسر
- 5 أكتوبر – جيمس فالنتين عازف قيثارة من الولايات المتحدة الأمريكية.
- 7 أكتوبر – عمر بينسون ميلر
- 9 أكتوبر – خوان ديكسون لاعب كرة سلة أمريكي.
- 10 أكتوبر – جودي لين اوكيف
- 11 أكتوبر – تريفور دونوفان ممثل أمريكي.
- 11 أكتوبر – ويس شاثام
- 13 أكتوبر – جيرمين أونيل لاعب كرة سلة أمريكي.
- 13 أكتوبر – ماري فرديناند هاريس لاعبة كرة سلة أمريكية.
- 14 أكتوبر – أشر
- 15 أكتوبر – ديفون غومرسال ممثل أمريكي.
- 16 أكتوبر – مات فاندا ملاكم من الولايات المتحدة الأمريكية.
- 20 أكتوبر – واندا دي إيزيدورو ممثلة فنزويلية.
- 22 أكتوبر – ديون غلوفر لاعب كرة سلة من الولايات المتحدة الأمريكية.
- 24 أكتوبر – ماير شاتمان لاعب كرة سلة أمريكي.
- 26 أكتوبر – إليكساندريا كارلسون
- 26 أكتوبر – سي أم بانك
- 27 أكتوبر – جون كابيل
- 28 أكتوبر – جوستين بيل موسيقي أمريكي.
- 30 أكتوبر – جيرود هندرسون لاعب كرة سلة أمريكي.
- 30 أكتوبر – ماثيو موريسون
- 30 أكتوبر – ميشيل بورث
- 31 أكتوبر – برايان هاليساي ممثل أمريكي.
- 31 أكتوبر – ميغان جارينسكي

### نوفمبر
- 1 نوفمبر – تايلر ريكس
- 1 نوفمبر – جيريمي غلازر
- 1 نوفمبر – جيسيكا فالنتي
- 1 نوفمبر – كريستين راسموسن
- 2 نوفمبر – كريم شباز لاعب كرة سلة أمريكي.
- 4 نوفمبر – بريان كاميتشيس ملاكم من الولايات المتحدة الأمريكية.
- 5 نوفمبر – دين أوليفر لاعب كرة سلة أمريكي.
- 6 نوفمبر – تارين مانينج
- 6 نوفمبر – سافانت سترينجفيلو منافِس أوليمبي من الولايات المتحدة الأمريكية.
- 8 نوفمبر – موريس إيفانز لاعب كرة سلة أمريكي.
- 9 نوفمبر – ستيفن لوبيز لاعب تايكوندو من الولايات المتحدة الأمريكية.
- 10 نوفمبر – إيف
- 10 نوفمبر – ديبلو
- 13 نوفمبر – إريك كروكشانك
- 16 نوفمبر – كيني غريغوري لاعب كرة سلة أمريكي.
- 17 نوفمبر – كورتيس روبرتس متسابق دراجات نارية من الولايات المتحدة الأمريكية.
- 20 نوفمبر – نادين فيلاسكيز ممثلة أمريكية.
- 23 نوفمبر – تيرنس تراميل
- 24 نوفمبر – كاثرين هيغل ممثلة أمريكية.
- 26 نوفمبر – أنطونيو لاتيمر لاعب كرة سلة بورتوريكي.
- 28 نوفمبر – آيمي غارسيا ممثلة أمريكية.
- 29 نوفمبر – لاورين جيرمان ممثلة أمريكية.
- 30 نوفمبر – روبرت كيركمان
- 30 نوفمبر – كلاي أيكن سياسي أمريكي.

### ديسمبر
- 1 ديسمبر – جينيفر بساكي سياسية أمريكية.
- 2 ديسمبر – جايسون كولينز لاعب كرة سلة أمريكي.
- 2 ديسمبر – يارون كولينز لاعب كرة سلة أمريكي.
- 3 ديسمبر – جيم موران
- 4 ديسمبر – كوري برادفورد لاعب كرة سلة أمريكي.
- 7 ديسمبر – شيري أبليبي ممثلة أمريكية.
- 8 ديسمبر – إيان سومرهالدر ممثل و عارض ازياء ومنتج أمريكي.
- 9 ديسمبر – جيسي متكالف ممثل أمريكي.
- 10 ديسمبر – جون أريجو لاعب كرة سلة فلبيني.
- 12 ديسمبر – ترين أشلي لاعبة كرة مضرب من الولايات المتحدة الأمريكية.
- 12 ديسمبر – غبينغا أكيناجبي
- 12 ديسمبر – كورنيليوس لوك ملاكم من الولايات المتحدة الأمريكية.
- 13 ديسمبر – كاميرون دوغلاس ممثل أمريكي.
- 16 ديسمبر – سكوت بيلي ممثل أمريكي.
- 18 ديسمبر – جوش دالاس ممثل أمريكي.
- 18 ديسمبر – روني ماكولوم لاعب كرة سلة أمريكي.
- 18 ديسمبر – كيتي هولمز
- 19 ديسمبر – ويسين
- 20 ديسمبر – أرماندو إسترادا مصارع محترف من الولايات المتحدة الأمريكية.
- 20 ديسمبر – أليكس كيم لاعب كرة مضرب أمريكي.
- 20 ديسمبر – توني مور فنان قصص مصورة من الولايات المتحدة الأمريكية.
- 21 ديسمبر – جاكي ستايلز لاعبة كرة سلة أمريكية.
- 22 ديسمبر – داني آن
- 23 ديسمبر – إيبو إلدر ملاكم من الولايات المتحدة الأمريكية.
- 25 ديسمبر – جيرمي سترونغ ممثل أمريكي.
- 27 ديسمبر – رونالد هيارنس ملاكم من الولايات المتحدة الأمريكية.
- 28 ديسمبر – جون لجند
- 29 ديسمبر – أنجلو تايلور
- 30 ديسمبر – تيريس جيبسون
- 30 ديسمبر – ديفين براون لاعب كرة سلة من الولايات المتحدة الأمريكية.
- 31 ديسمبر – جوني سنس

## وفيات

### يناير
- 1 يناير – ستان فرانكل (مواليد 1919)
- 5 يناير – سالي إيلرز (مواليد 1908) ممثلة أمريكية.
- 9 يناير – بول ستوفال (مواليد 1948) لاعب كرة سلة أمريكي.
- 13 يناير – هيوبرت همفري (مواليد 1911) سياسي أمريكي.
- 18 يناير – كارل بيتز (مواليد 1921)
- 23 يناير – جاك اوكي (مواليد 1903) ممثل أمريكي.

### فبراير
- 11 فبراير – جيمس كونانت (مواليد 1893) كيميائي أمريكي.
- 14 فبراير – أبراهام راتنر (مواليد 1893) فنان أمريكي.

### مارس
- 4 مارس – ويسلي بولين (مواليد 1909) سياسي أمريكي.
- 4 مارس – ويليس وليام ريتر (مواليد 1899)
- 13 مارس – جون كازالي (مواليد 1935) ممثل أمريكي.
- 18 مارس – ماري وود (مواليد 1892)
- 31 مارس – تشارلز بست (مواليد 1899) عالم كيمياء حيوية كندي.

### أبريل
- 9 أبريل – مايكل ويلسون (مواليد 1914) كاتب سيناريو من الولايات المتحدة الأمريكية.
- 16 أبريل – فرانسيس إكس بوشمان جونيور (مواليد 1903) ممثل أمريكي.

### مايو
- 1 مايو – بوبي باشو (مواليد 1911) ملاكم من الولايات المتحدة الأمريكية.
- 6 مايو – إثيلدا بليبتري (مواليد 1902) سبّاحة من الولايات المتحدة الأمريكية.
- 12 مايو – روبرت كوغان (مواليد 1924) ممثل أمريكي.
- 14 مايو – بيل لير (مواليد 1902)
- 24 مايو – شارل كوينس (مواليد 1895) عالم مصريات فرنسي.

### يونيو
- 8 يونيو – جوزيف مونتويا (مواليد 1915) سياسي أمريكي.
- 11 يونيو – بوب دافي (مواليد 1922) لاعب كرة سلة من الولايات المتحدة الأمريكية.
- 15 يونيو – فريدريك جورج باين (مواليد 1904) سياسي أمريكي.
- 29 يونيو – بوب كرين (مواليد 1928)

### يوليو
- 3 يوليو – جيمس دالي (مواليد 1918)
- 11 يوليو – هارولد روزنبرغ (مواليد 1906)
- 12 يوليو – جاي وليامز (مواليد 1914) كاتب أمريكي.
- 17 يوليو – ثاير ديفيد (مواليد 1927) ممثل أمريكي.
- 26 يوليو – ماري بلير (مواليد 1911)

### أغسطس
- 15 أغسطس – مايك نوفاك (مواليد 1915) لاعب كرة سلة أمريكي.
- 16 أغسطس – جان آكر (مواليد 1893)
- 21 أغسطس – تشارلز إيمس (مواليد 1907)
- 24 أغسطس – لويس بريما (مواليد 1910) مغني أمريكي.
- 28 أغسطس – بروس كاتون (مواليد 1899)

### سبتمبر
- 5 سبتمبر – جو غليك (مواليد 1903) ملاكم من الولايات المتحدة الأمريكية.
- 12 سبتمبر – فرانك فيرغسون (مواليد 1899) ممثل أمريكي.
- 23 سبتمبر – جاي أدلر (مواليد 1896) ممثل أمريكي.
- 28 سبتمبر – نيل جونستون (مواليد 1929)
- 30 سبتمبر – إدغار بيرغن (مواليد 1903)

### أكتوبر
- 1 أكتوبر – غريغوري مانغين (مواليد 1907) لاعب كرة مضرب أمريكي.
- 16 أكتوبر – دان دايلي (مواليد 1915)
- 19 أكتوبر – جيغ يونغ (مواليد 1913) ممثل أمريكي.
- 23 أكتوبر – مايبيل كارتر (مواليد 1909)

### نوفمبر
- 7 نوفمبر – جانيت فلانر (مواليد 1892) صحفية أمريكية.
- 7 نوفمبر – جين توني (مواليد 1897) ملاكم من الولايات المتحدة الأمريكية.
- 8 نوفمبر – إيلاي سيغيل (مواليد 1902) شاعر من الولايات المتحدة الأمريكية.
- 8 نوفمبر – نورمان روكويل (مواليد 1894) رسام أمريكي.
- 15 نوفمبر – مارغريت ميد (مواليد 1901)
- 18 نوفمبر – جيم جونز (مواليد 1931) ادعى انه مرسل من خالق.
- 18 نوفمبر – ليو رايان (مواليد 1925) سياسي أمريكي.
- 27 نوفمبر – هارفي ميلك (مواليد 1930) سياسي أمريكي.

### ديسمبر
- 10 ديسمبر – إد وود (مواليد 1924)
- 11 ديسمبر – فينسنت دو فينيو (مواليد 1901)
- 18 ديسمبر – هارولد لاسويل (مواليد 1902)
- 31 ديسمبر – باسل ولفرتون (مواليد 1909)